# Gastronomía de Menorca

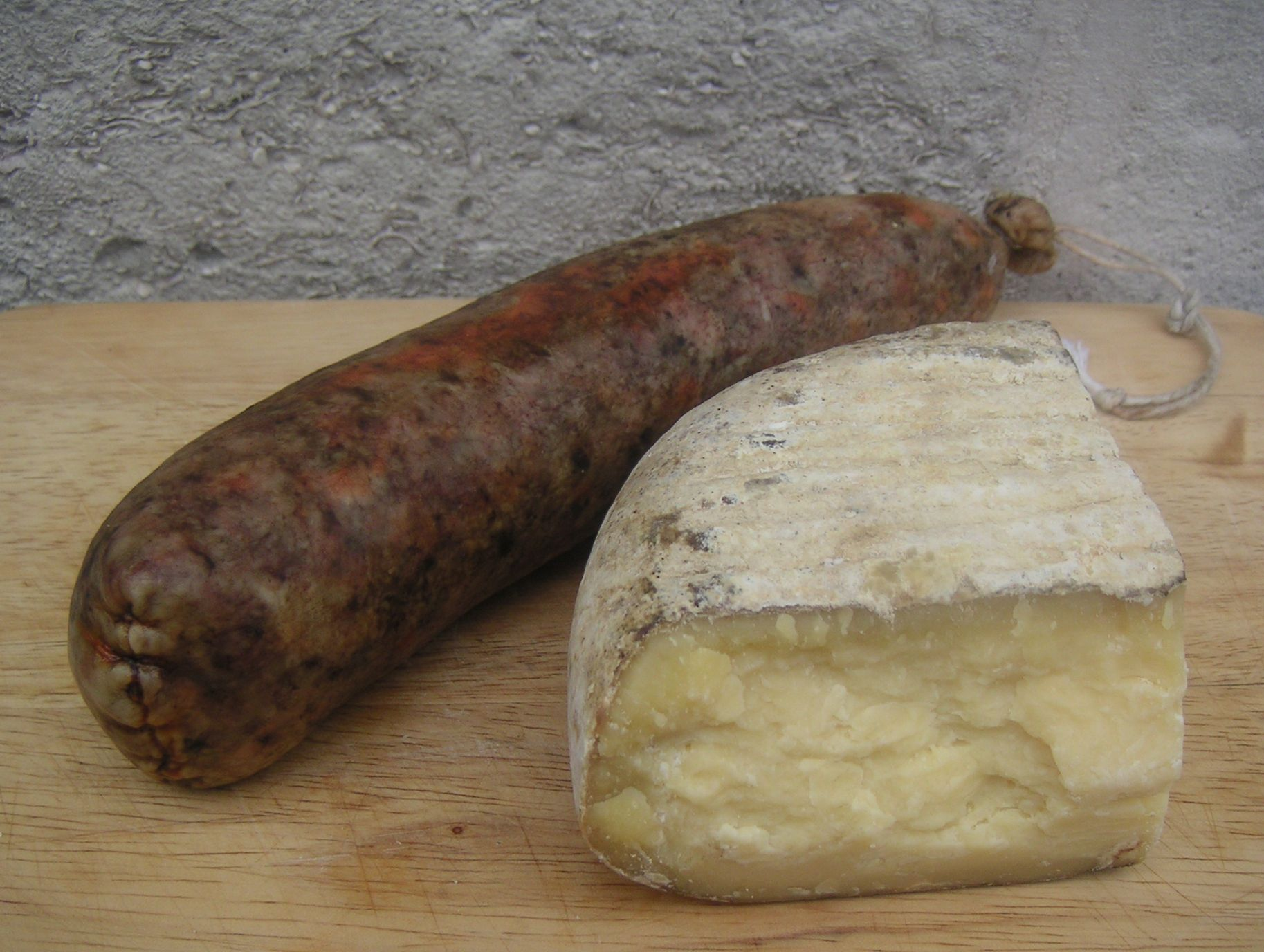
Sobrasada de Menorca y queso de Mahón.

La gastronomía menorquina comprende la comida y las bebidas típicas de la isla de Menorca.
Menorca es una isla rocosa de ocho municipios perteneciente al archipiélago de las Baleares, en España. De clima mediterráneo, en el sur es más suave mientras que en el norte hay fuertes vientos todo el año. Es precisamente la sal marina, que el viento acerca al pasto donde comen las vacas, lo que da un sabor característico al queso. La pesca está asegurada, pero además hay ganadería equina, porcina —que sirven para hacer embutidos— y bovina —con la piel de las cuales se desarrolla la artesanía del cuero y con cuya leche se hacen quesos—. La agricultura es variada y en pequeña escala, con los productos típicos mediterráneos. En esta cocina típica mediterránea hay que añadir las sucesivas influencias de los diferentes pueblos invasores, en especial de los ingleses, que aportaron el plum cake, los pudding y el puny d'ous (el ponche o punch inglés). Su gastronomía, marinera y campesina, se basa sobre todo en hortalizas y verduras del huerto propio, carnes propias y pescado y marisco pescados el mismo día. Los embutidos se utilizan como condimentos. El aceite de oliva, aunque no se produce en la isla, es también un pilar fundamental en sus platos.
La cocina menorquina es a veces una cocina de supervivencia y que cuida al máximo el sabor original de los productos de primera calidad. Es sencilla, poco artificiosa, pero sobre todo es cocina de temporada. Es una cocina basada en el pescado, sobre todo palangre, y de marisco, crustáceos, almejas y calamares especialmente. Las frutas y verduras se cultivan de manera lo más variada posible y a pequeña escala, sólo para el consumo local.
Hasta mediados del siglo XX, las cabras eran tan abundantes que se despreciaban, se comían sólo cuando había hambre —cosechas malogradas, mala pesca—. Hoy son un lujo. En especial son muy apreciadas las patas de cabrito menorquinas.
El emperador romano Augusto tuvo que enviar hurones para ayudar a cazar los conejos en la isla, de tantos que había; no es de extrañar, pues, que el conejo esté presente especialmente en la cocina de la isla. Después ha habido periodos donde estaba prohibido cazarlos. En el siglo XVIII los ingleses intentaron, sin éxito, introducir ciervos y liebres. Ahora quedan muy pocas piezas, pero aún se cazan y crían conejos y diversas aves.

## Generalidades
Las recetas y formas de la cocina menorquina han sido transmitidas sobre todo por tradición oral, al contrario que, por ejemplo Cataluña, que cuenta con recetarios desde la Edad Media. En Menorca, las primeras referencias escritas sobre su gastronomía no se encuentran hasta el año 1891, en unos apuntes del archiduque Luis Salvador, hace referencia a algunos usos culinarios más habituales, pero sin receta. No hay nada más hasta 1923, año en que se publica De re cibaria, de Pedro Ballester, una «obra capital», que recoge buena parte de la sabiduría popular y que desarrolla con detalle recetas anónimas, pero que necesitan conocimientos de la gastronomía local y de cocina para poder ser interpretadas.
La cocina menorquina se basa en los productos locales, de la tierra y del mar. Las culturas clásicas mediterráneas la han influido fuertemente, fomentando el uso del aceite de oliva, el vino, las legumbres y productos conservados en salazón. También es importante el sustrato de la cultura árabe y se ha enriquecido con algunas aportaciones de la cocina francesa y sobre todo la británica, entre otras, debido a las respectivas dominaciones durante el siglo XVIII.
El hecho de ser una isla pequeña ha provocado que el territorio, por circunstancias diversas, haya tenido que pasar por momentos de escasez, pero ha conseguido crear platos muy sabrosos aunque sean también muy humildes, y versiones más sencillas, al alcance de todos y en todas circunstancias, de platos que en origen podían estar destinados sólo a minorías. Es lo que se conoce como «cocina de subsistencia», que no es en absoluto exclusiva de la isla. En tiempos de abundancia, se tiene la idea de que un plato con ingredientes de más o superfluos no es necesariamente mejor sino al contrario, y se considera de buen gusto la sencillez de una cocina considerada, en otros tiempos, «pobre y campesina».
Aún hoy día, época en la que se puede obtener la mayoría de productos en cualquier época del año, tiene una cocina estacional, con productos y recetas de temporada, que sigue los ciclos de la naturaleza y las fechas señaladas del calendario según sus tradiciones.

## Ingredientes básicos
- Pescado: raor, caramel gris azulado y de una sola fila de dientes (diferente al caramel flautín), raya (alas e hígado), cabracho, mero, rape, pescado de roca en general y bacalao salado.
- Marisco: mejillón, berberecho, calamar, sepia, pulpo, gamba, cigala, langosta, cangrejo, centollo y caracoles de mar.
- Hortalizas: tomate de colgar, cebolla, ajo, pimiento, berenjena y calabacín.
- Legumbres: judías secas blancas (que en la isla se llaman guixons),
- Verdura: acelgas, espinacas, guisantes —que en la isla se llaman fesols— y col.
- Fruta: todo tipo de higos, melocotón, albaricoque, pera, uva, naranja, limón.
- Frutos secos: dátil, almendra y piñones.
- Carne: pollo, conejo, cerdo, ternera y embutidos.
- Setas: níscalos, senderuelas y setas secas.
- Otros: aceite de oliva, pan, miel, alcaparras, vino, huevos, caracoles, requesón, el figat parecido al pan de higo y merengue.

## Especialidades

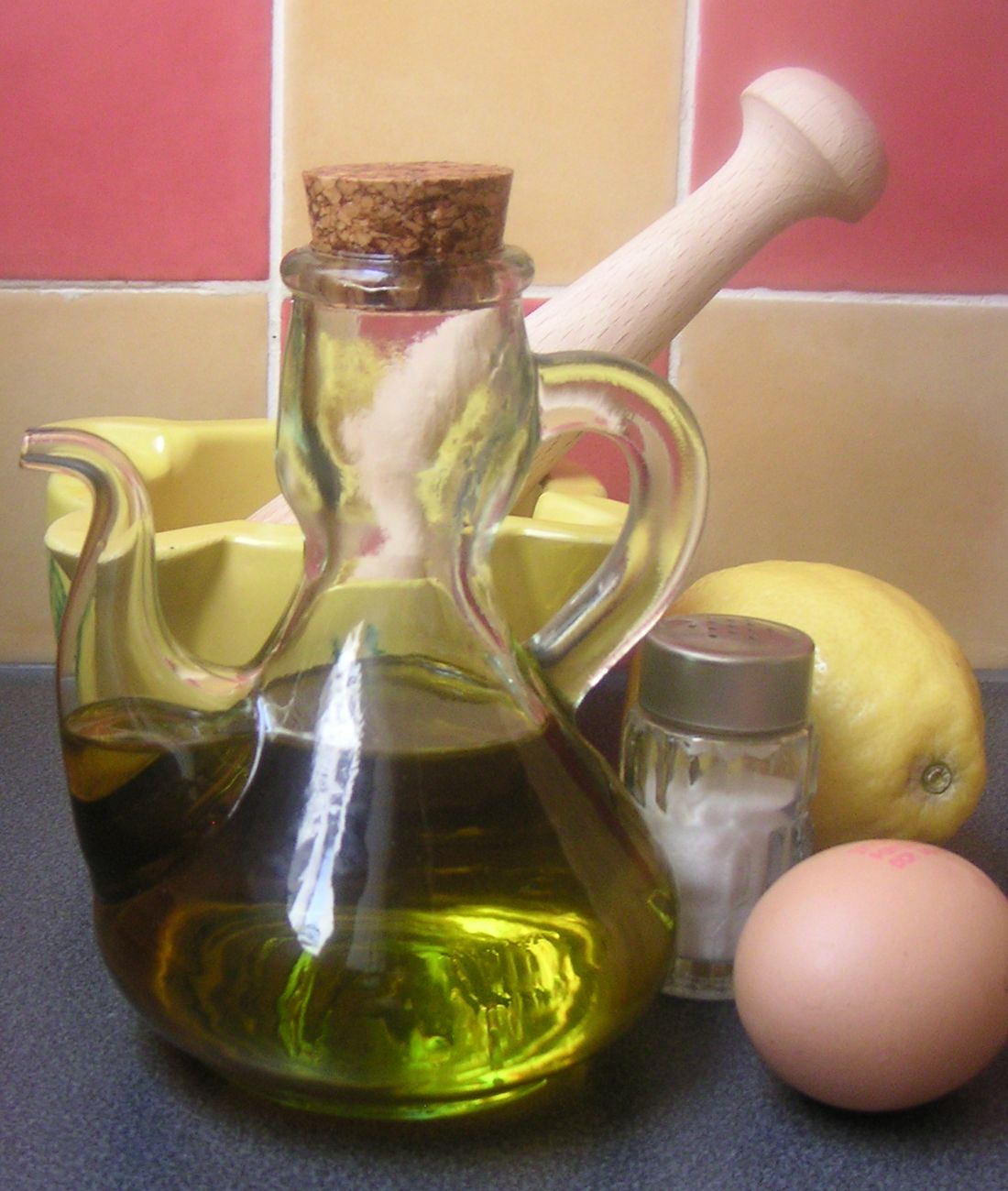
Ingredientes básicos de la mahonesa: huevo, aceite de oliva y zumo de limón.

### Mahonesa
Se postula que la mahonesa es originaria de la ciudad de Mahón. Según esta tesis, esta salsa fundamentada en la emulsión de huevo y aceite de oliva se daría a conocer a raíz de la breve ocupación francesa de la isla, que llevaría la salsa mahonesa a Francia. Según otra teoría, fue inventada en una localidad francesa llamada Maiona, o quizás en Baiona. Una tercera repara en la mala consideración que los franceses tenían por el ajo. Al probar el alioli de Menorca, los franceses pidieron eliminar el ajo, con lo que se quedaba una salsa blanca de aceite y huevo, la mahonesa. En cualquier caso, la mahonesa, con y aún más sin ajo, es un producto, desde antiguo, muy utilizado en la cocina tradicional de la isla, sola o como parte de la preparación de un plato.

### Queso de Mahón

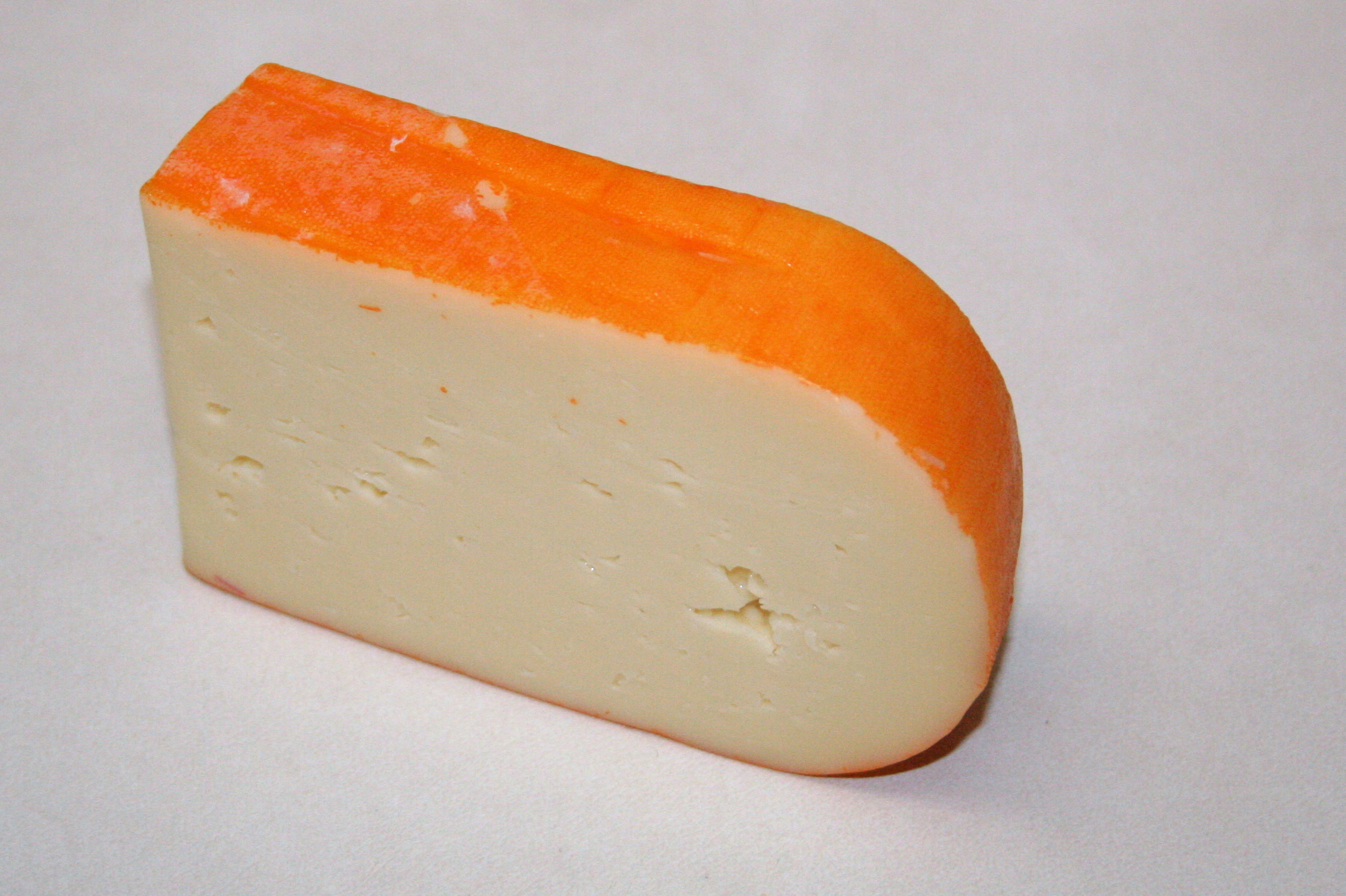
Queso de Mahón.

En Menorca se produce un queso autóctono: el Queso de Mahón. Es un queso con Denominación de Origen Protegida, de pasta prensada no cocida, de un color anaranjado característico y de forma paralelepipédica y de aristas redondeadas. Está elaborado y madurado exclusivamente en Menorca, según la tradición y la normativa recogida en el reglamento de la DO. Fue en el año 1985 cuando se le otorgó de forma definitiva la denominación de origen queso Mahón y posteriormente en el año 1998 se incorporó la palabra Menorca, el cual pasó a llamarse Mahón-Menorca. Hay cuatro variedades principales según el tiempo de maduración: el tierno, el semi-curado, el curado y el añejo. En Menorca, en las mismas queserías, se hace también requesón o cuajada fresca de gran calidad, pero no tiene ningún nombre específico ni es muy conocido fuera porque su consumo es local.

## Embutidos

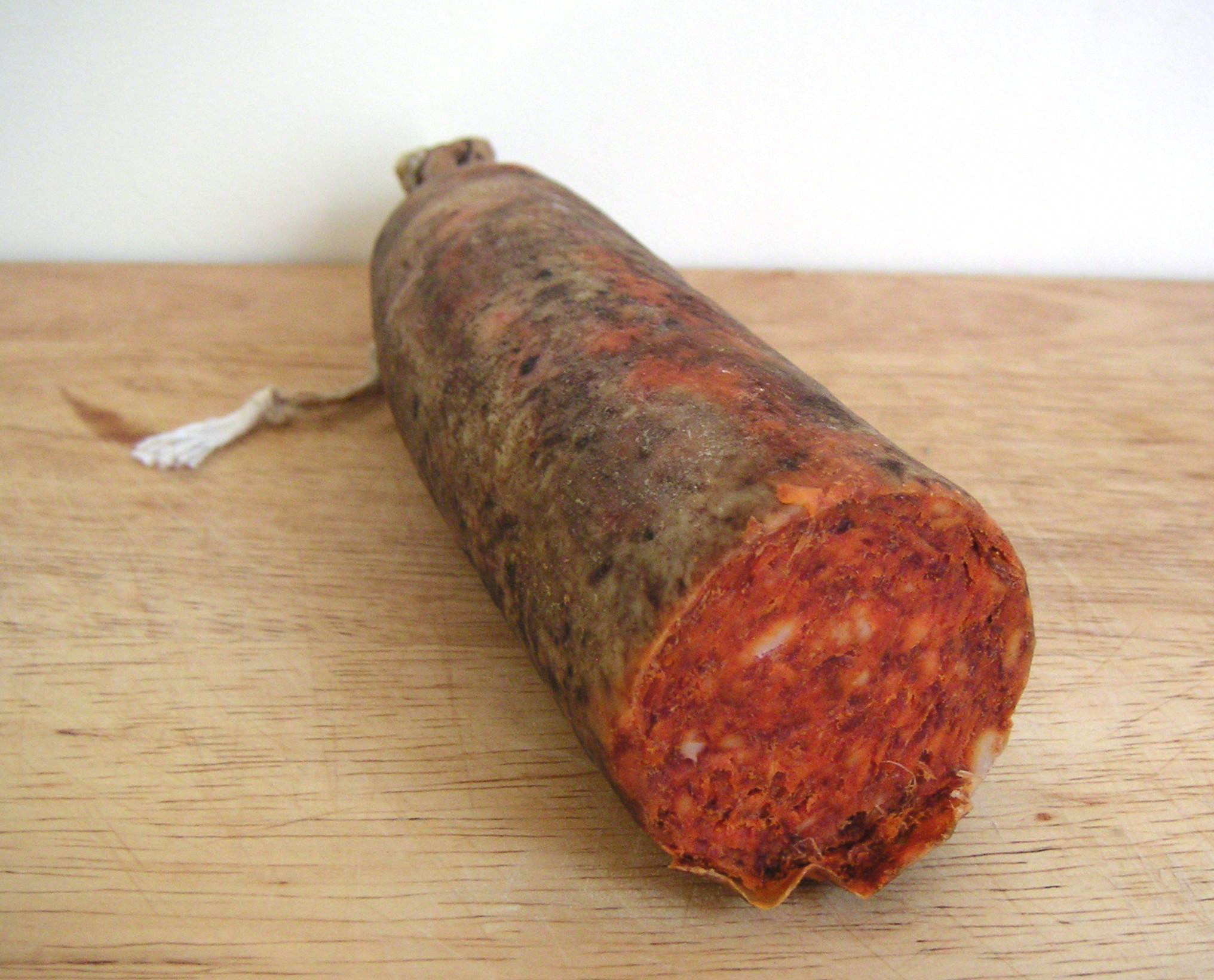
Sobrasada menorquina.

Excepto la sobrasada, los embutidos que se hacen en Menorca son una evolución del legado de la época romana. Todos se hacen con cerdo. Las matanzas del cerdo, que suelen hacerse en invierno, se llaman porquejades o porquetjades. A algunos se les agrega sangre en sus ingredientes y son por tanto negros y otros no.
Las especies utilizadas, como en general en la cocina Catalana, son pocas y no muy variadas, pero son lo que da la personalidad de cada embutido y además los que se obtienen son muy diferentes y sabrosos. Las especies que se suelen utilizar son la pimienta negra, pimienta blanca, pimentón —en la sobrasada—, anís, canela y sal. Algunas personas añaden otros típicos mediterráneos como el tomillo, el romero y el orégano.

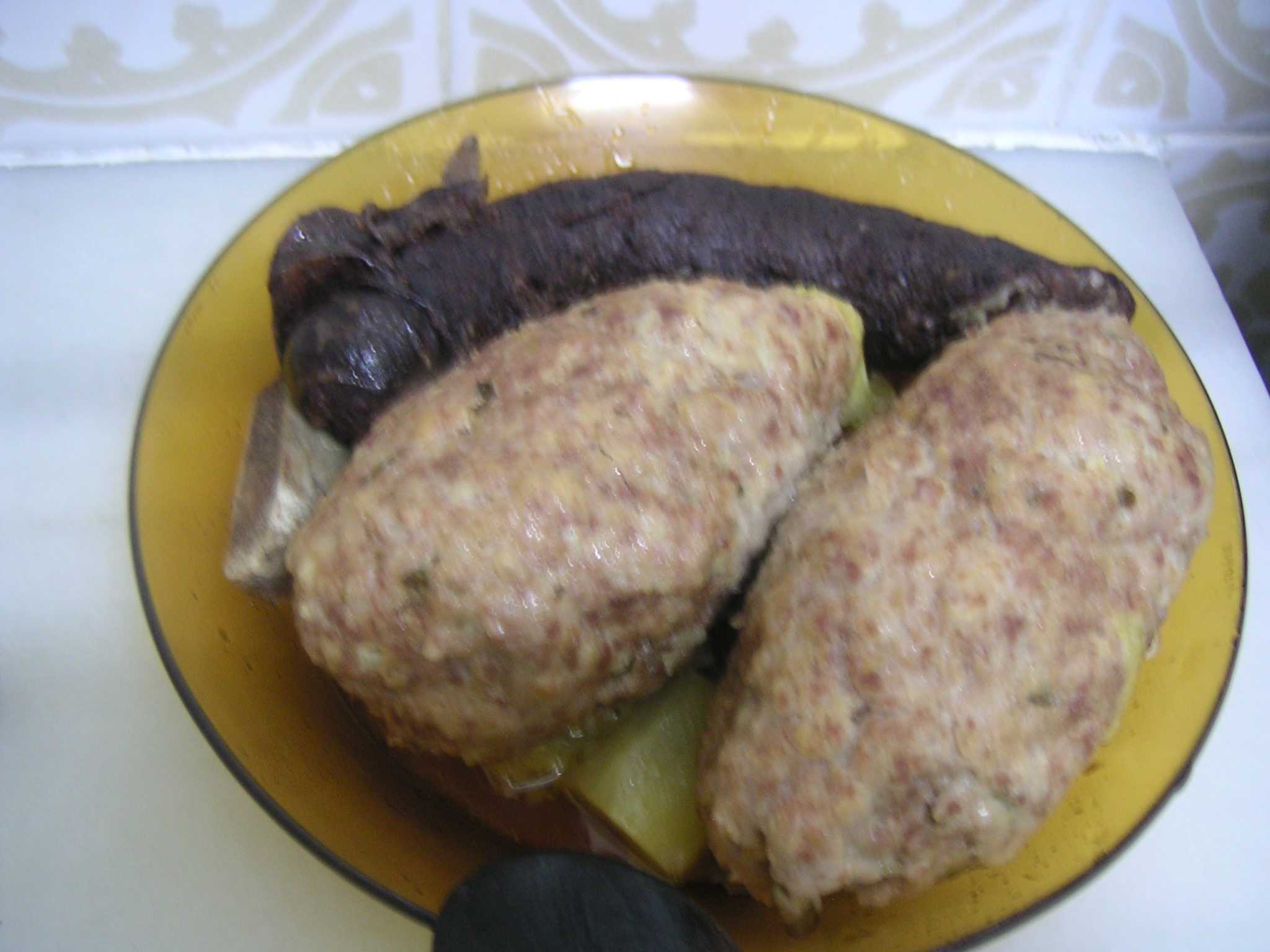
Pilotes y butifarras de la escudella.

- Butifarra blanca, de color marrón claro grisáceo, ya que no contiene sangre, tiene forma de la pelota que se emplea para la escudella. Está compuesto de carne y otras partes de cerdo y se rodea de una fina membrana. Se suele comer cocinado, normalmente frito.
- Butifarra negra, tiene los mismos ingredientes y especies que la blanca, pero contiene además sangre de cerdo. Su forma es como la de una butifarra fina. Se come a menudo frita con sobrasada y a veces se come también cruda.
- Camot o cuixot en Ciudadela, es una longaniza cocida negra y muy grasienta, prácticamente igual al camaiot mallorquín, pero con un granulado menor. Suele contener carne picada de cerdo, sangre, pimienta negra, una punta de pimentón y otra de anís. Su aspecto es muy diferente de los demás, ya que se embute dentro de una pierna de cerdo, de donde le viene el nombre. Se come crudo, cortado en rebanadas muy finas, o cocido.
- Carnixulla o carne-y-Xua es una longaniza cruda curada de carne magra picada mezclada con tocino cortado en pequeños cuadros y adobada con sal, pimienta y a veces otras especies. El proceso de elaboración pasa por secado dentro del intestino a la vez que se producen otras transformaciones. Al contrario que la sobrasada, no se produce fermentación. Su aspecto recuerda al de un látigo. Este embutido es el único específico de Menorca y quizás el más antiguo de la isla.
- Sobrasada menorquina, más fina y menos picante que la mallorquina. Este tipo de embutido se elabora en todas las Islas Baleares.

## Platos típicos

### Verduras, legumbres y vegetales

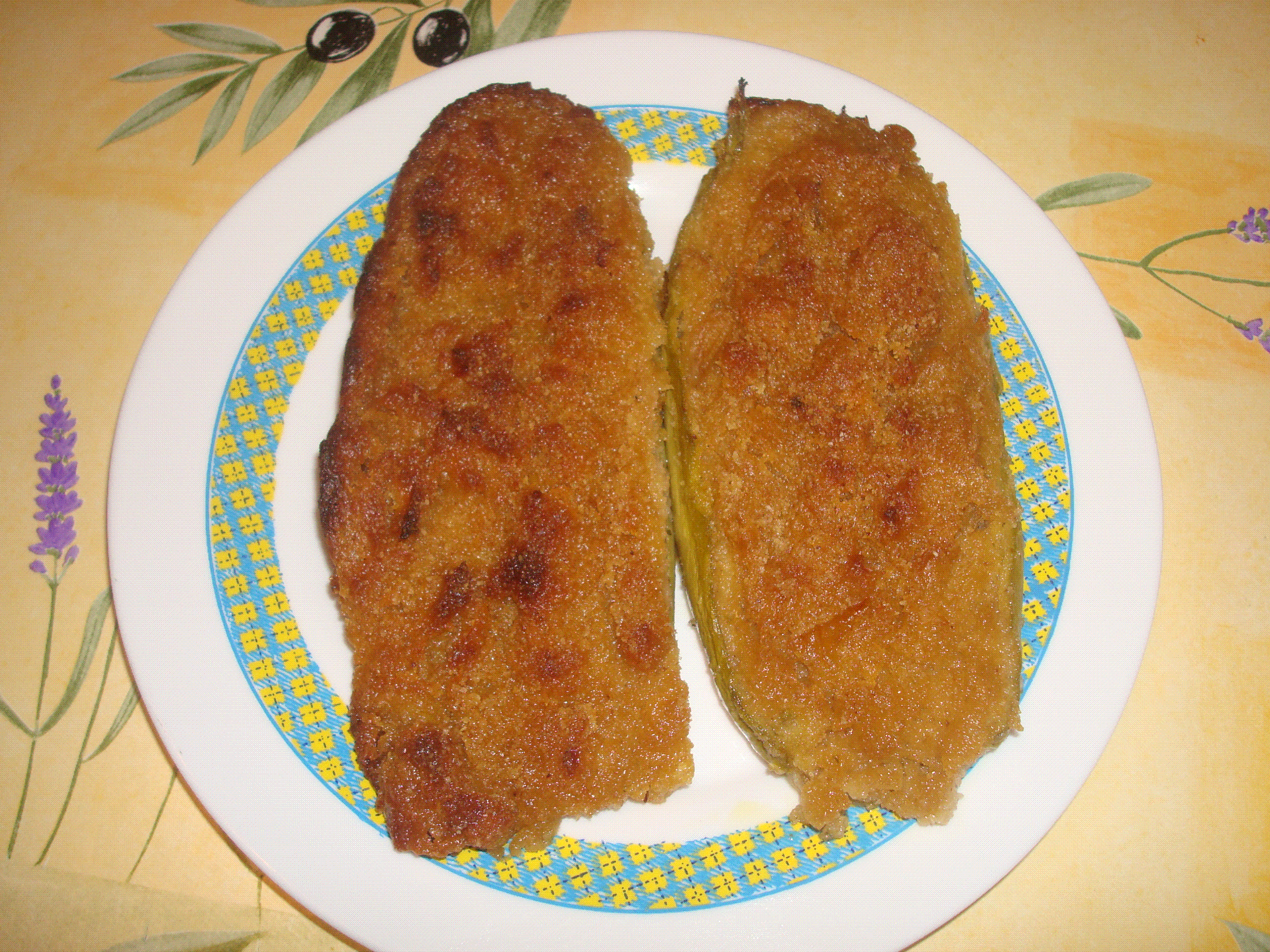
Calabacines rellenos.

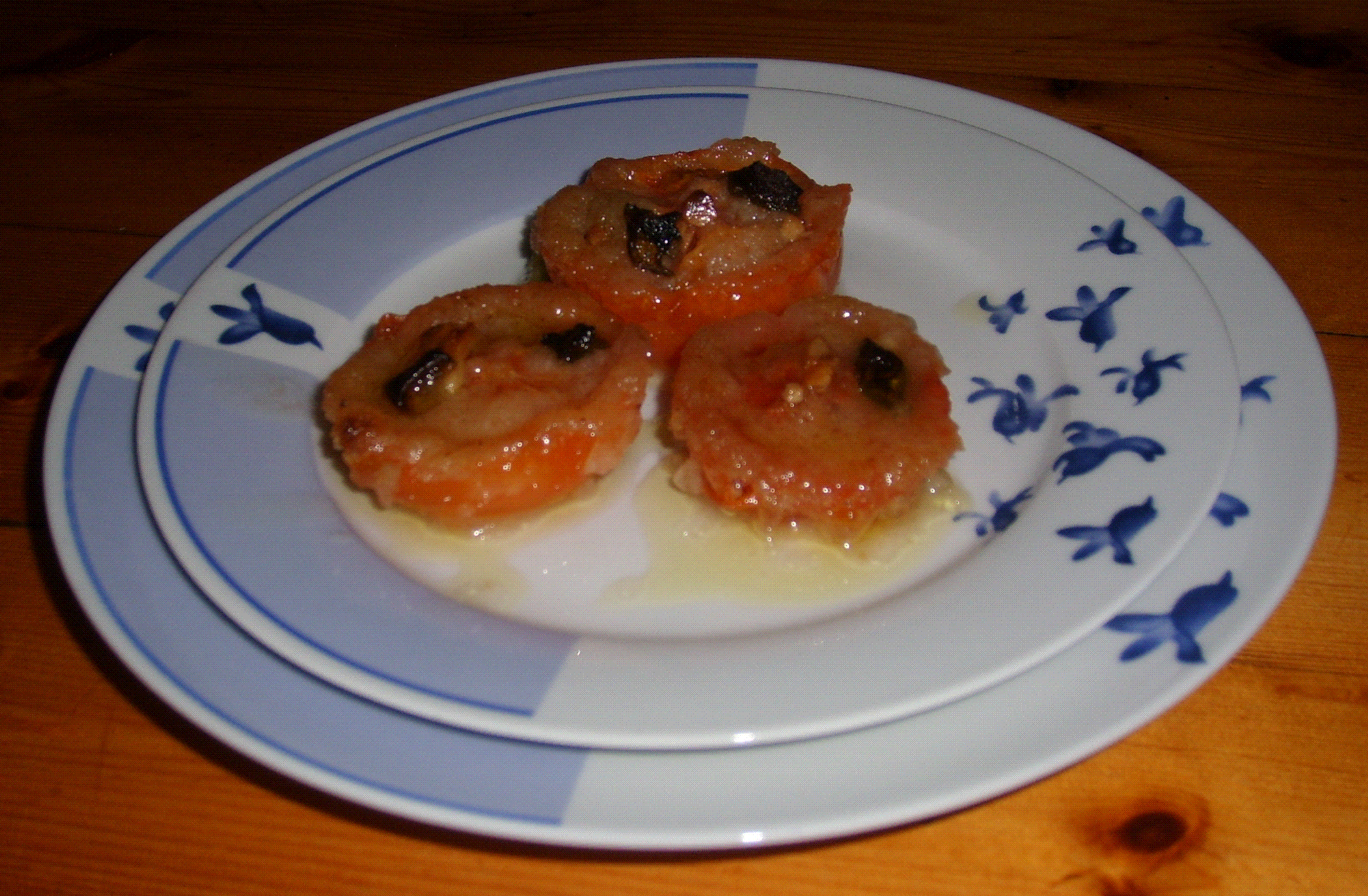
Tomates al horno.

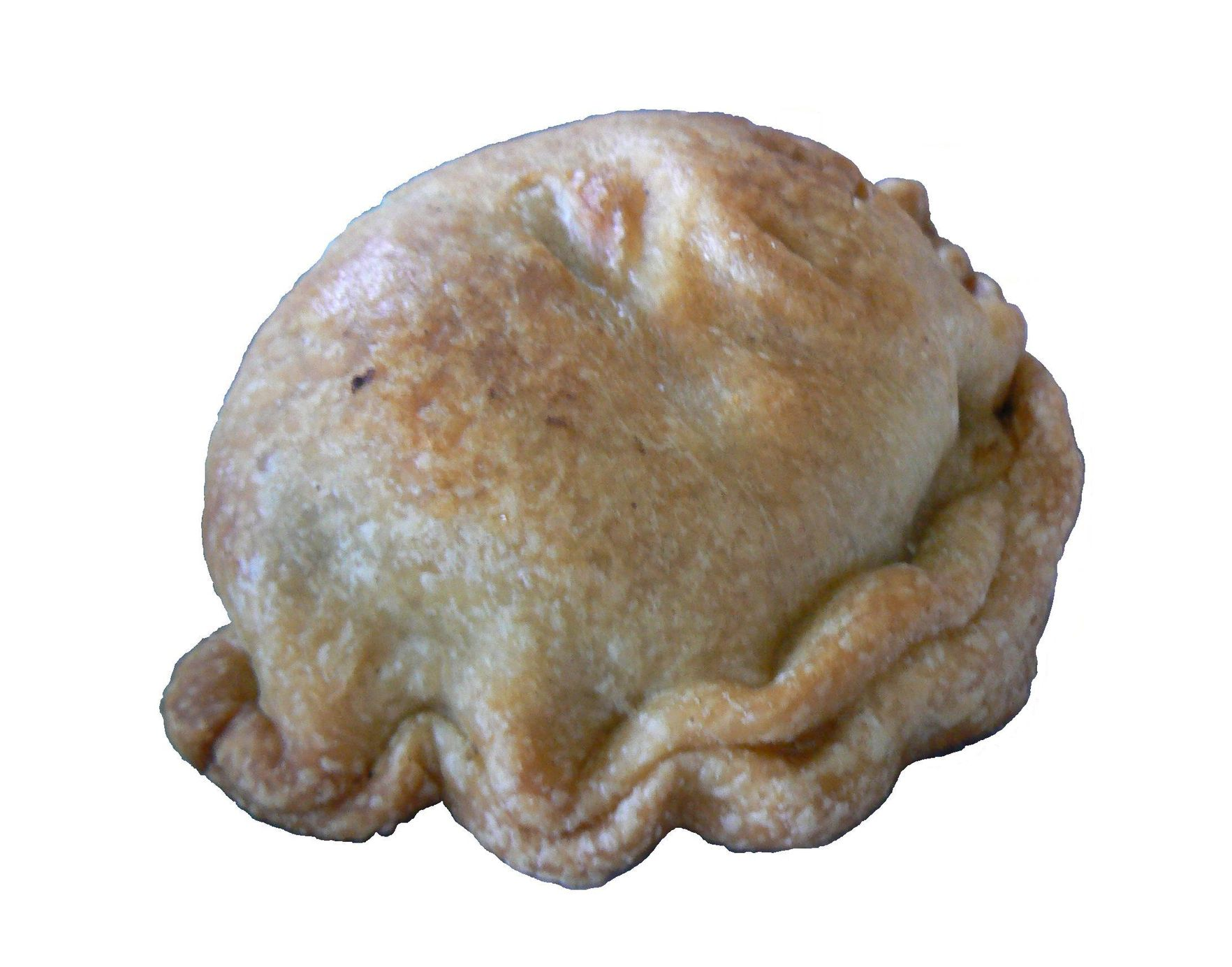
Rubiol de espinacas, típico de las fiestas patronales en la isla.

La cocina menorquina es muy mediterránea, rica en vegetales de todo tipo. En este tipo de productos frescos la isla ha sido bastante autónoma, de manera que nunca han faltado, gracias a que se ha mantenido una actividad agrícola como parte de la economía incluso hoy día, tiempo en que los cultivos representan aproximadamente la mitad del territorio de Menorca. Destacan los tomates, de ensalada, de colgar, de ramillete, etc. y otras hortalizas para hacer ensaladas y sofritos —cebollas, pimiento verde italiano, pimiento rojo, ajo—, lechuga romana para hacer ensaladas, hortalizas mediterráneas que se hacen fritas, rellenas o al horno, como la berenjena, que en Menorca es más bien pequeña y muy blanca en el interior, una variante de verano que no se puede cultivar en invernadero, el calabacín, que se prepara de manera similar, o la alcachofa, que también es de una variedad autóctona, pequeña, alargada y de color morado, que se come sobre todo como guarnición, rebozada y frita, al horno o en guisos.
Las legumbres locales se preparan de «mil formas», algunos de los más frecuentes son los guixons, las habas, las lentejas, y los garbanzos.
También se aprecian mucho las setas, cocidas al horno o en la sartén, con salsa o sin, para acompañar carnes, y los espárragos silvestres, muy preciados en el oliaigua o simplemente en tortilla.
El aceite de oliva es la grasa que se utiliza para cocinar los platos y también es muy común en repostería, mientras que las aceitunas mismas son bien apreciadas en esta cocina, como también lo son las alcaparras locales. Hasta sólo hace unas décadas había cientos de olivos en Menorca, pero actualmente ya no se cultivan.
Las frutas son también abundantes, en especial los higos, que se comen también en platos salados, como por ejemplo el oliaigua.
Con la harina de trigo se hacen muchos productos salados, en los que a menudo la masa de pan rodea productos de la tierra, como por ejemplo, los rubiols, los flaons menorquines —pasta salada rellena con queso—, a las agujas o los cruasanes —hechos con masa de pan y forma de media luna— rellenos de sobrasada. Destacan las formatjades, típicas de Semana Santa. Las cocas saladas son habitualmente rectangulares, abiertas o tapadas, y tradicionalmente pueden estar rellenas de sofrito, de verduras o de pimiento, aunque hay también con carne o pescado. En Nochebuena es costumbre comer, antes de la misa del Gallo, panecillos rellenos de carne picada y mojados en leche y cocidos al horno.
Algunos platos menorquines a base de estos ingredientes son:
- Berenjenas al horno: se utiliza una especie de berenjena local más pequeña y tierna, se laminan finas y se cuecen al horno en una sola capa, cubiertas de pan rallado, con ajo y perejil picados. Se parece a la carbassonada, hecha con calabacín en vez de berenjena, que suele tener además cebolla picada y se come también en las otras Islas Baleares. También son típicos los tomates al horno y el calabacín relleno.
- Oliaigua, que en origen era la sopa más pobre, comida para cuando no se tenía nada. En verano se suele comer con higos.[12]
- Perol, que consta de una capa de patatas laminadas, otra de tomates laminados, cubiertas de pan rallado, ajo y perejil, y gratinadas al horno. Se puede poner pescado —dorada o salmonetes, por ejemplo— entre las capas de patata y de tomate.[13]
- La sepia con fesols es un guiso con sepia fresca y guisantes, muy conocido que se sirve también típicamente como tapa. A veces se añaden pelotitas de carne picada.[14]

### Pescado y marisco

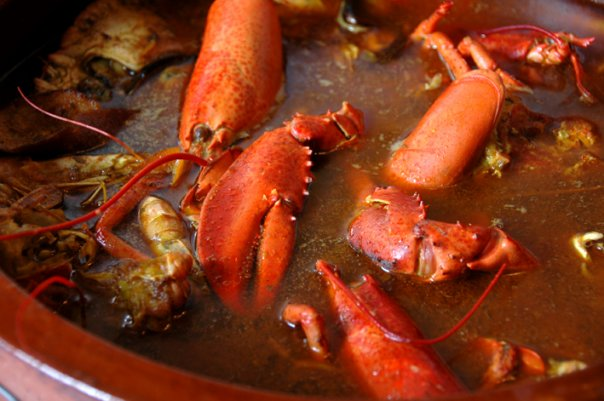
Caldera o, como es más conocida caldereta de langosta.

Por su condición insular, los productos del mar son ampliamente consumidos. Tradicionalmente se usa por igual el pescado blanco —como por ejemplo el rape o la merluza— como el pescado azul —como la caballa o la sardina, por ejemplo—, muy fresco, comprado el mismo día de su pesca. Este tipo de cocina con pescado es tradicional sobre todo debido a que muchos menorquines tienen barca, con la que suelen salir a pescar los fines de semana y en verano era costumbre, y todavía se mantiene, dar la vuelta a la isla en barca, una excursión que obligaba a comer los peces capturados por uno mismo y cocinados a bordo. El escórpora o cabracho, entre ellos, es un pescado muy apreciado y que había sido muy abundante. Otro pescado apreciado es la raya, que se puede cocinar en el horno, o también a la brasa o en la paella.
También se utilizan numerosos mariscos, crustáceos y moluscos. Estos productos, como los de la tierra, cambian según la temporada. Se cocinan en calderas o calderetas, arroces, y a veces también en pasteles salados o pudines, además de fritos, a la plancha, a la brasa o al horno. En Menorca hay una gran tradición de comer pescados variados, o incluso pulpo o calamar, en forma de albóndigas. El bacalao ab burrida, que se hace ligando la salsa del bacalao con alioli, es un plato que tiene semblanza con otros cocinados en Cataluña, Provenza y otras zonas cercanas.
Algunos platos menorquines con pescado o marisco son:
- Calamares rellenos, ya sean al horno o a la cazuela, y que es una elaboración que ha quedado fijada en el recetario menorquín y que ha ganado su fama por su sutileza de matices.[15]
- Caldereta de langosta: hasta hace poco este tipo de salsa o sopa de pan era un plato pobre de pescadores, ya que las langostas menorquinas eran fáciles de encontrar. Sobre un fondo de cebolla, tomate, ajo y perejil se añade la langosta troceada y se cuece a fuego vivo. La caldereta es el plato menorquín más conocido internacionalmente y, de todas las calderas menorquinas, la más emblemática es la de langosta.[15] Otras calderetas que se hacen mucho son a base de pescado, a menudo de roca, como la caldereta de mero.
- Berberechos al horno, cubiertos de pan rallado, ajo y perejil.
- Albóndigas de cabracho,[18] con salsa hecha con un sofrito y picada. Algunos ponen un poco de queso de Mahón rallado en las albóndigas, mezclado con el pescado. Se pueden hacer con otros pescados, por ejemplo, los que se utilizan en las sopas. También se hacen albóndigas de carne con salsa, que en este caso contienen piñones, y que además de plato se pueden comer como tapa en los bares.[20]

### Carnes
Localmente la ganadería del cerdo es habitual, porque es fácil de criar y se obtienen embutidos tradicionales, y la de la vaca también, que tiene el uso bien tradicional de la leche, para hacer queso entre otras cosas, y de la carne y la piel, aprovechándose esta última para la artesanía local tradicional. Una receta muy antigua es, por ejemplo, los feixets o perdices de capellán, unos rollitos de ternera cortada muy fina y rellenos con huevo cocido, tocino y sobrasada.
Hay especies autóctonas de gallina y de cordero. También se consume cordero, pollo y conejo.
Las carnes de caza, que actualmente está muy limitada, son principalmente conejos y aves. Los conejos se cazan con la ayuda de perros, entre los que destaca una raza autóctona, el perro de conejos, y escopetas, mientras que para las aves las técnicas típicas son el reclamo con machos y las alambradas en cuello.
Los caracoles también forman parte de esta gastronomía, tanto en preparaciones simples, con alioli, por ejemplo, como en otras mucho más sofisticadas, como los caracoles con centollo.
Algunos platos menorquines con carnes o embutidos son:
- Arroz de la tierra, que no se hace con arroz sino con trigo roto en el mortero, cocido al horno con embutidos variados. Recuerda al cuscús africano.[22]
- Frito de cordero o frito de cerdo, a veces llamado frit menorquí en la isla.
- Macarrones con grevi,[23] que son macarrones con carne, a medio camino entre la manera italiana típica —se cuece la pasta por separado y se añade después el resto— y la catalana tradicional —la pasta se cuece al final con el resto de ingredientes, como los fideos a la cazuela—. También tiene una influencia británica, donde el gravy es una especie de fondo de carne sencillo.

## Postres y pastelería típica

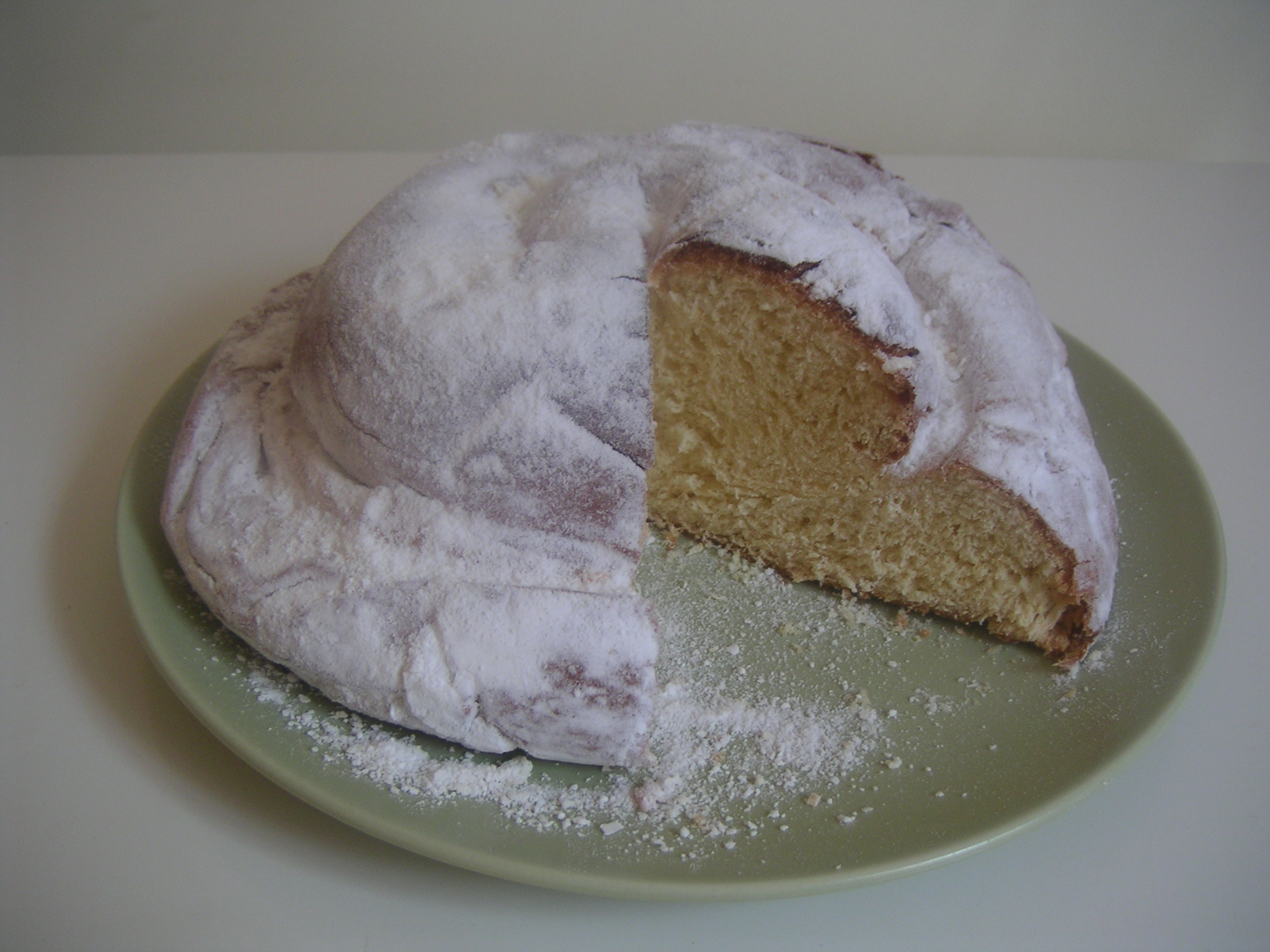
Coca bamba.

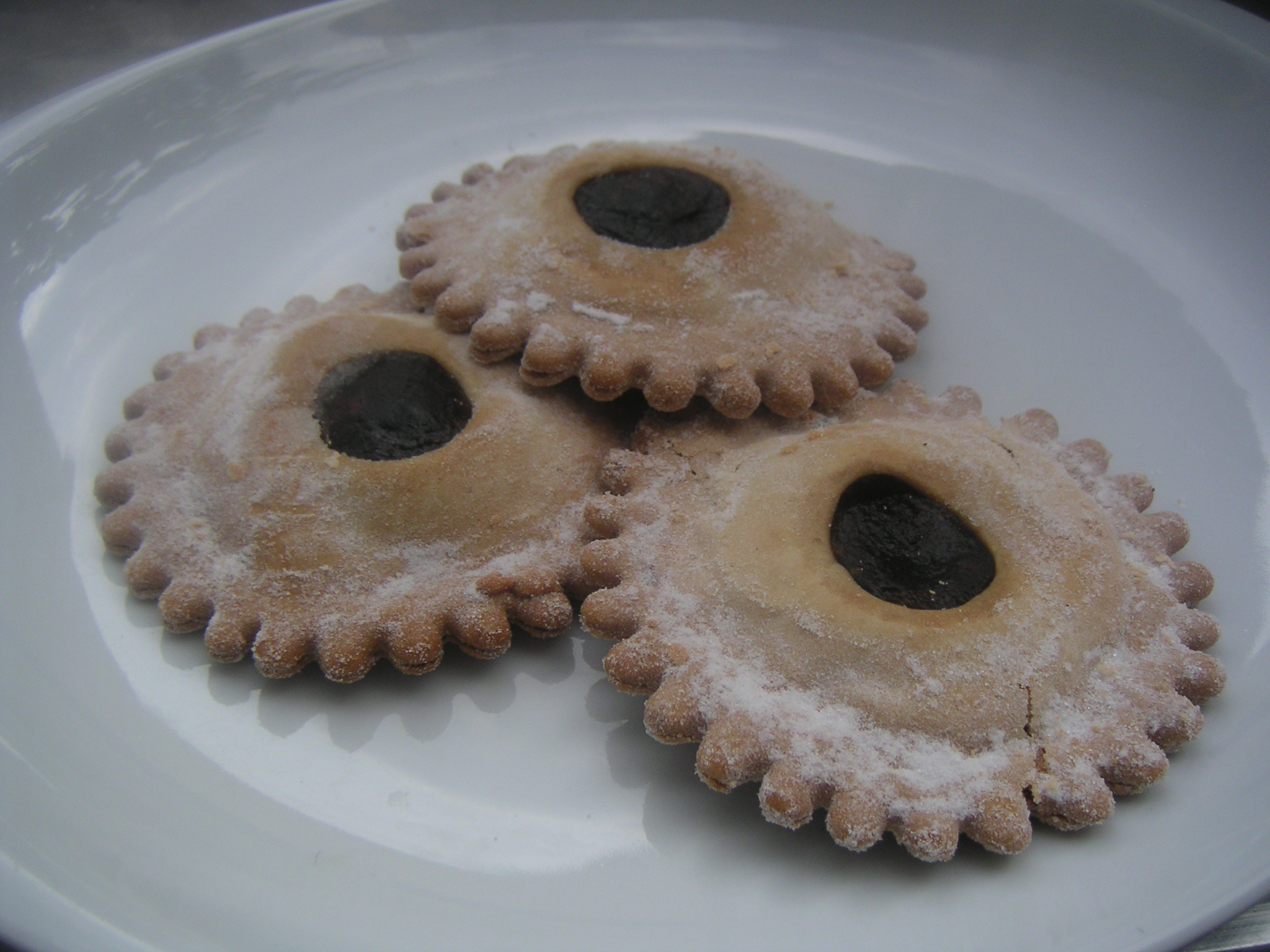
Crespells.

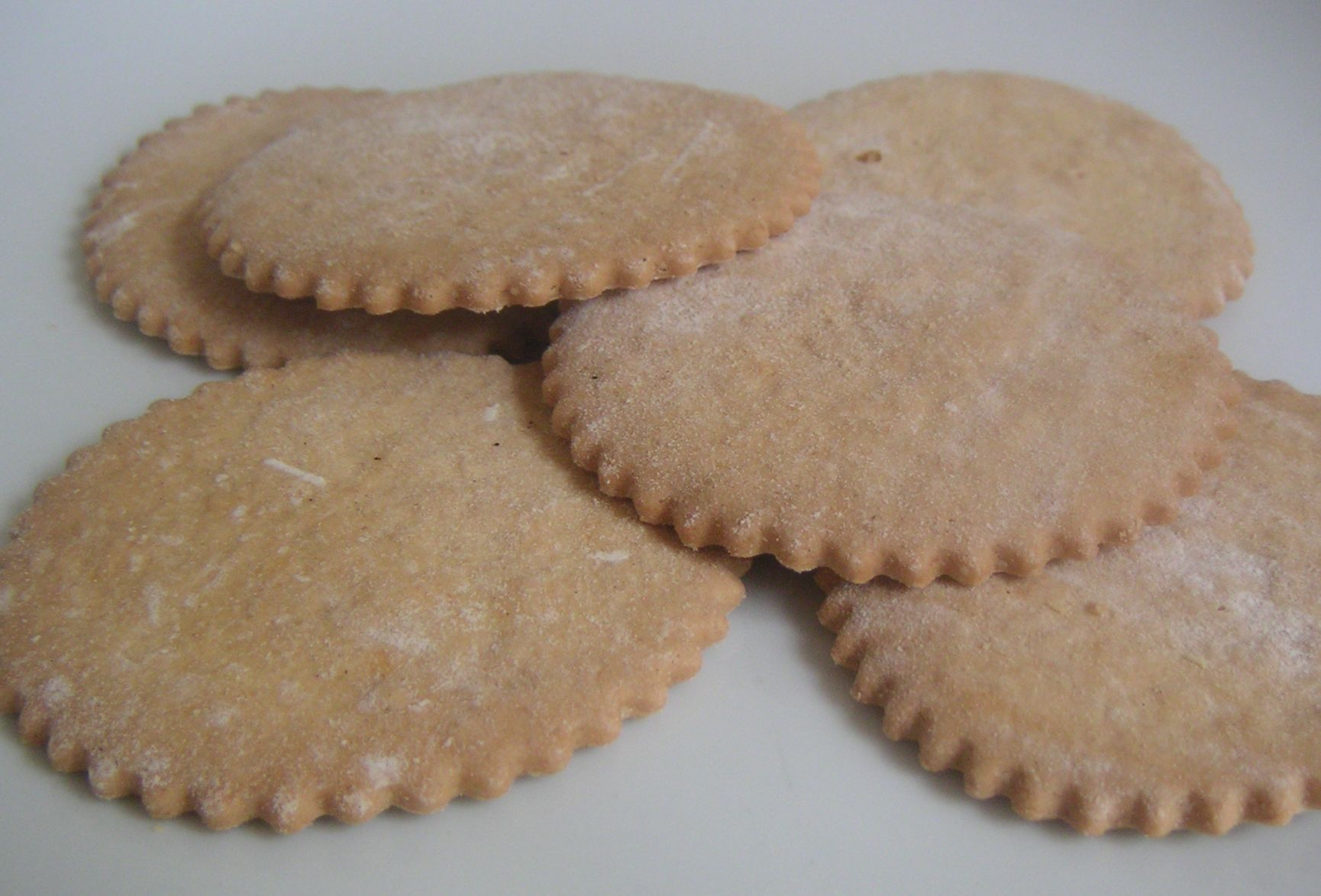
Crespellets.

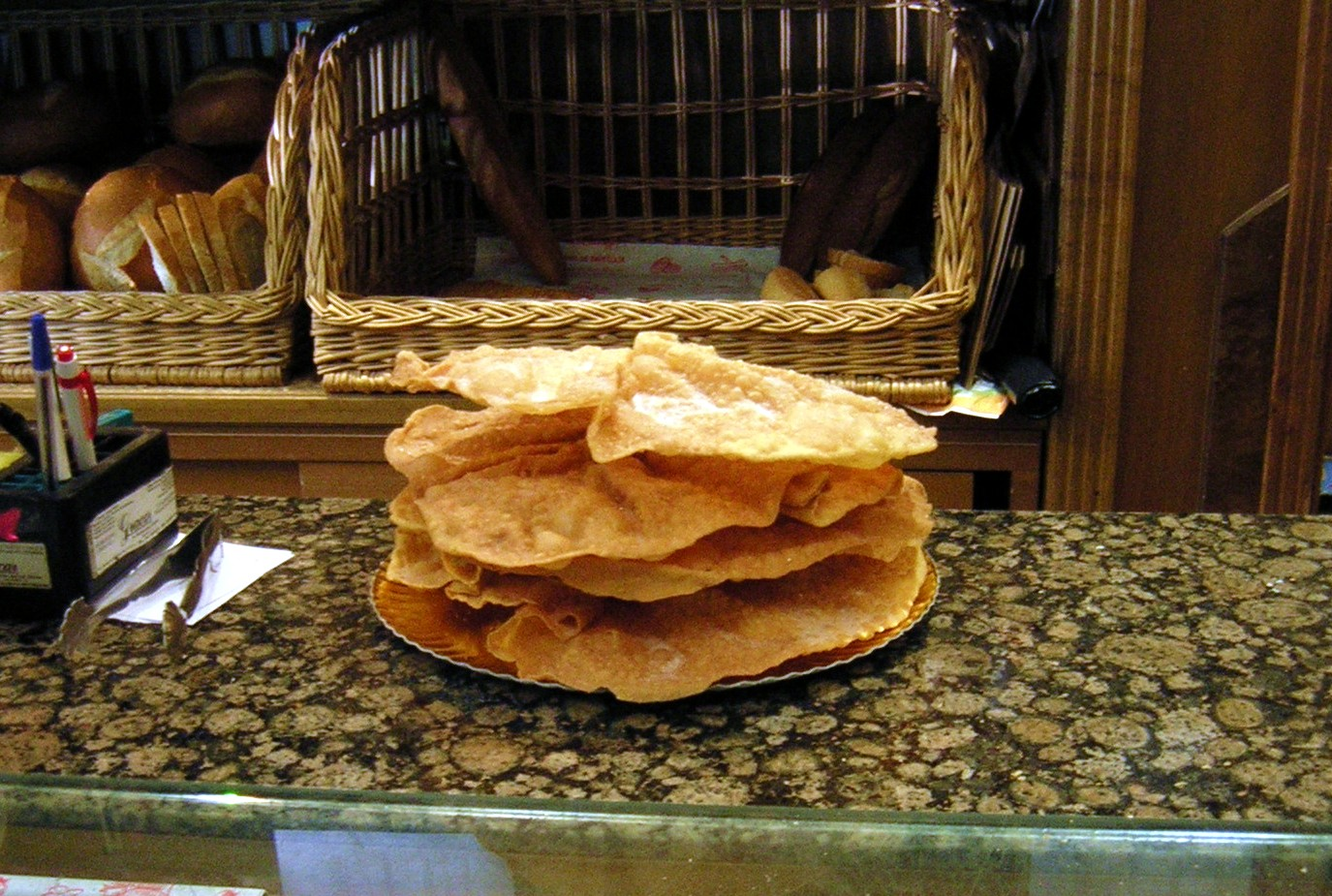
Plato con orelletes.

La repostería menorquina incorpora ideas, técnicas y productos de culturas tan diferentes como la judía, la árabe y la inglesa. El breve paso de los franceses les sirvió para crear el gató (que viene de pastís o cóc en francés), según la técnica de las amas de casa francesas del momento, pero incorporando las almendras en la receta. De los ingleses se ha tomado el gusto por los pudines, la utilización abundante de crema catalana y de merengue a la italiana, para aprovechar las claras y decorar los postres y pasteles. El gusto por las recetas muy dulces es común con los vecinos del sur del Mediterráneo.
- Los amargos son galletas hechas con claras de huevo y almendras, similares almendrados a los amaretti italianos y a los macarons franceses.
- Los buñuelos de todos los santos, hechos con queso tierno de Mahón para el día de Todos los Santos, cuando también se hacen panellets.
- Los Carquinyoli menorquines o carquinyols de Es Mercadal, diferentes a los  carquinyolis continentales en que son cuadrados, como pastillas de chocolate, y son de textura homogénea, aunque también son secos y duros. Se hacen con almendras, clara de huevo, azúcar y harina.
- La coca de tomate de Ciudadela, coca con rodajas de tomate, ajo, perejil, azúcar y galleta picada.
- La coca bamba o coca de San Juan en Ciudadela, coca alta con forma de caracol que contiene patata hervida y se come en el desayuno, la merienda o con chocolate a la taza en las fiestas patronales. Con las que quedan duras se suele hacer pudín. Con la misma receta de la coca bamba se hacen también coquitas individuales redondas y cubiertas de albaricoques, cerezas u otra fruta de temporada. Con la misma masa se hacen los buñuelos de pasta bamba.
- Los crespells, en Menorca son pastitas en forma de flor de unos doce pétalos, cubiertas de azúcar fino y rellenas de mermelada o de una pasta a base de requesón y limón, con un agujero redondo en medio que permite ver de qué están rellenas. En las otras islas de las Baleares los crespells son otras cosas.
- Los crespellets o crespellines, son pastas secas redondas, grandes y delgadas, con el borde dentado.
- El cuscussó, tiene el aspecto de barra de pan cubierta de fruta confitada y piñones como una coca de San Juan. La masa se hace con pan de payés, el cual se remoja con agua y azúcar, se incorporan almendras, canela, piel de limón, etc. y se amasa de nuevo.
- La ensaimada, se hace en Mallorca y en Menorca.
- Las formatjades de requesón son formatjades dulces rellenas de una mezcla que contiene requesón y piel de limón.
- Las galletas de Alayor son una especie de bollo redondo con un «agujero cerrado» en medio. La masa incorpora un poco de matalahúga. Se comen sobre todo en el desayuno y la merienda, mojadas con la leche. Se pueden abrir por la mitad y untar con mermelada o miel. Hay blandas y duras, según el aspecto de la capa superficial exterior.
- Gató, una torta donde la harina se sustituye por almendras picadas.
- Macarrones de Ciudadela, pequeñas pastas blancas que se hacen con clara de huevo, mucho azúcar y a veces también trocitos de almendras. Tienen forma de flor de seis puntas.
- Orelletes, pronunciadas oran en Menorca,[24] son finas, irregulares y crujientes, aromatizadas con vino de moscatel y servidas con miel tibia.
- Pastissets menorquines, en Menorca son pastas en forma de flor de cinco o seis pétalos, cubiertas de azúcar fino y hechas con manteca, harina, huevo, azúcar, ralladura de limón.
- Pudin de requesón menorquín, con galletas de Alayor y tradicionalmente adornado con uvas pasas y piñones.
- Pudin de coca bamba, a veces se hace con ensaimadas, parecido a un flan más consistente y que se corta en trozos.
- Uvas con queso, un postre sencillo.
- Rubiol, una empanada dulce parecida al pastisset dulce de Valencia, típico de Mallorca y Menorca.
- Rissats, galletas rectangulares, de pasta similar a las crespellines, a las que se dibujan unas ondas rizadas en la superficie con un tenedor.
- Tatis, carquinyolis como los catalanes, pero de chocolate.
- Turrón quemado, de Mercadal.
- Tortada, una torta de almendras picadas, frecuente en la gastronomía española, que en Menorca tiene la particularidad de que se suele cubrir completamente con yema de huevo quemado y merengue, a veces también por encima de la capa de yema de huevo se cubre con azúcar. Esta decoración es muy típica de la isla, y se suele encontrar en las «monas de Pascua», pasteles de cumpleaños y los brazos de gitano que, si no están rellenos de crema catalana, suelen estar también rellenos dentro con yema de huevo.

## Bebidas típicas
- Calent, bebida artesanal a la que se infusionan hierbas, canela, anís y azafrán, y que se bebe caliente o con hielo.
- Estomagale, bebida suave, con un sabor y textura muy particular.
- Frigola, es tomillo en Menorca. En las islas, es también un digestivo tradicional hecho con las flores del tomillo.
- Gin de Menorca, proviene de la presencia británica en la isla en el siglo XVIII. La destilería Xoriguer, que hace el conocido Gin Xoriguer, se encuentra en el puerto de Mahón.
- Licor de rosas, es un licor de origen griego que trajeron a la isla los trabajadores y comerciantes griegos en el siglo XVIII y que en Menorca se sirve en los bautizos.[25]
- Pellofa, gin con piel de limón y un poco de sifón.
- Pomada, gin con limonada.
- Ratafía menorquina, se hace macerando durante ocho días aguardiente con hierbas de la isla, corteza de limón, nuez verde, clavel, nuez moscada y canela. También se hacen otros licores con manzanilla de Mahón, flor de naranjo o limonero, etc.[26]
- Sengri, una especie de punch caliente con vino aromatizado, que data de la época de la presencia británica en el siglo XVIII. A pesar de la semejanza de la palabra, no tiene nada que ver con la sangría.
- El vino se cultiva en Menorca desde tiempos inmemoriales. Actualmente, hay cuatro bodegas: Viña Sa Cudia, Viñas Binifadet, Ferrer de Muntpalau y la Bodega Vino de s'illa en Alayor, que cuentan con el distintivo Vino de la Tierra Isla de Menorca y han obtenido distinciones internacionales.
- La malvasía se empezó a producir en Menorca con el comercio con la Grecia Clásica, en especial en Alayor y San Luis, pero posteriormente se perdió. Desde 2005 se vuelve a cultivar con parras procedentes de Córcega, que tiene características geológicas y de clima semblantes a Menorca.[27]
- Licores de frutas. Se hacen macerando los frutos en aguardiente.

## Ferias gastronómicas
Desde 2007 se celebra cada abril la feria gastronómica CuinaArt Menorca, de productos y gastronomía menorquines. Consta de expositores, debates, degustaciones, conferencias, etc. y está dirigida a todo tipo de público.